# Percy Roycroft Lowe
Pour les articles homonymes, voir Lowe.
Percy Roycroft Lowe est un chirurgien et un ornithologue britannique, né le 2 janvier 1870 à Stamford dans le Lincolnshire et mort le 18 août 1948.

## Biographie
Il étudie la médecine au Jesus College à Cambridge. Il sert comme chirurgien civil durant la seconde guerre des Boers. C’est durant son séjour en Afrique du Sud qu’il commence à s’intéresser à l’ornithologie. À son retour en Grande-Bretagne, il devient le médecin personnel de Sir Frederic Johnstone. Durant la Première Guerre mondiale, il sert comme officier médical sur un bateau hôpital en Méditerranée. En novembre 1919, il succède à William Robert Ogilvie-Grant (1863-1924) comme conservateur des oiseaux au Natural History Museum de Londres. Il abandonne cette fonction à son soixante-cinq anniversaire en 1935. Il est remplacé par Sir Norman Boyd Kinnear (1882-1957).
Lowe dirige la British Ornithologists' Union de 1938 à 1943 et devient membre correspondant de la Royal Australasian Ornithologists Union.